# Magno I de Meclemburgo-Schwerin
Magno I (1345 – 1 de setembro de 1384) foi Duque de Meclemburgo, de 1383 até a sua morte. Magno era o terceiro filho de Alberto II, Duque de Meclemburgo, e sua esposa, Eufêmia da Suécia, irmã do Rei Magno IV. 

## Casamento e descendência
Em algum tempo, depois de 1362, ele se casou com Isabel da Pomerânia-Wolgast, filha de Barnim IV, Duque da Pomerânia.
Magno teve dois filhos:
- João IV de Meclemburgo, Regente de Meclemburgo, de 1384 a 1395, e Co-Regente, de 1395 a 1422
- Eufêmia de Meclemburgo (morta em 16 de outubro de 1417), casou-se, em 18 de outubro de 1397, com o Senhor Baltazar de Werle

Após a morte de seu irmão, Henrique III de Meclemburgo, em 1383, ele governou Meclemburgo conjuntamente com o filho de Henrique, Alberto IV,  até sua própria morte, em 1384.